# Келлогский сельсовет
Келлогский сельсове́т — административно-территориальная единица в Туруханском районе Красноярского края Российской Федерации, существовавшая до 2005 года.

## История
Келлогский сельсовет существовал до 2005 года.
До 1966 года назывался Елогуйским сельсоветом.
28 января 2005 года Законом № 13-2925 Келлогский сельсовет был упразднён и его населённый пункт передан в межселенную территорию.

## Состав сельсовета
В состав сельсовета входил 1 населённый пункт:
| № | Населённый пункт | Тип населённого пункта | Население |
| - | ---------------- | ---------------------- | --------- |
| 1 | Келлог           | посёлок                | 306       |

До 2002 года Келлог являлся селом.
Также в состав сельсовета входила фактория Сигово, располагавшаяся на берегу реки Елогуй ниже Келлога.